# Asplenium sobtianum
Asplenium sobtianum är en svartbräkenväxtart som beskrevs av Fraser-jenk., Pangtey och Khullar. Asplenium sobtianum ingår i släktet Asplenium och familjen Aspleniaceae. Inga underarter finns listade.